# Enzo Lefort
Enzo Lefort, född 29 september 1991 i Cayenne i Franska Guyana, är en fransk fäktare.

## Karriär
Lefort blev olympisk silvermedaljör i florett vid sommarspelen 2016 i Rio de Janeiro. Vid olympiska sommarspelen 2020 i Tokyo tog Lefort guld i lagtävlingen i florett.
I juli 2022 vid VM i Kairo tog Lefort guld individuellt i florett samt var en del av Frankrikes lag som tog brons i lagtävlingen i florett.